# آنا هانسون دورسي
آنا هانسون دورسي (بالإنجليزية: Anna Hanson Dorsey)‏ (1815، واشنطن العاصمة في الولايات المتحدة - 26 ديسمبر 1896، واشنطن العاصمة في الولايات المتحدة)؛ شاعرة، كاتِبة وروائية أمريكية.